# Lysimachia christiniae
Lysimachia christiniae là một loài thực vật có hoa trong họ Anh thảo. Loài này được Hance mô tả khoa học đầu tiên năm 1873.